# 蘭嶼樹蘭
蘭嶼樹蘭（学名：Aglaia chittagonga）为楝科樹蘭屬下的一个种。